# Alombus dasypus
Alombus dasypus är en tvåvingeart som beskrevs av Richards 1955. Alombus dasypus ingår i släktet Alombus och familjen fritflugor.
Artens utbredningsområde är Kongo. Inga underarter finns listade i Catalogue of Life.